# 보스 (커피)

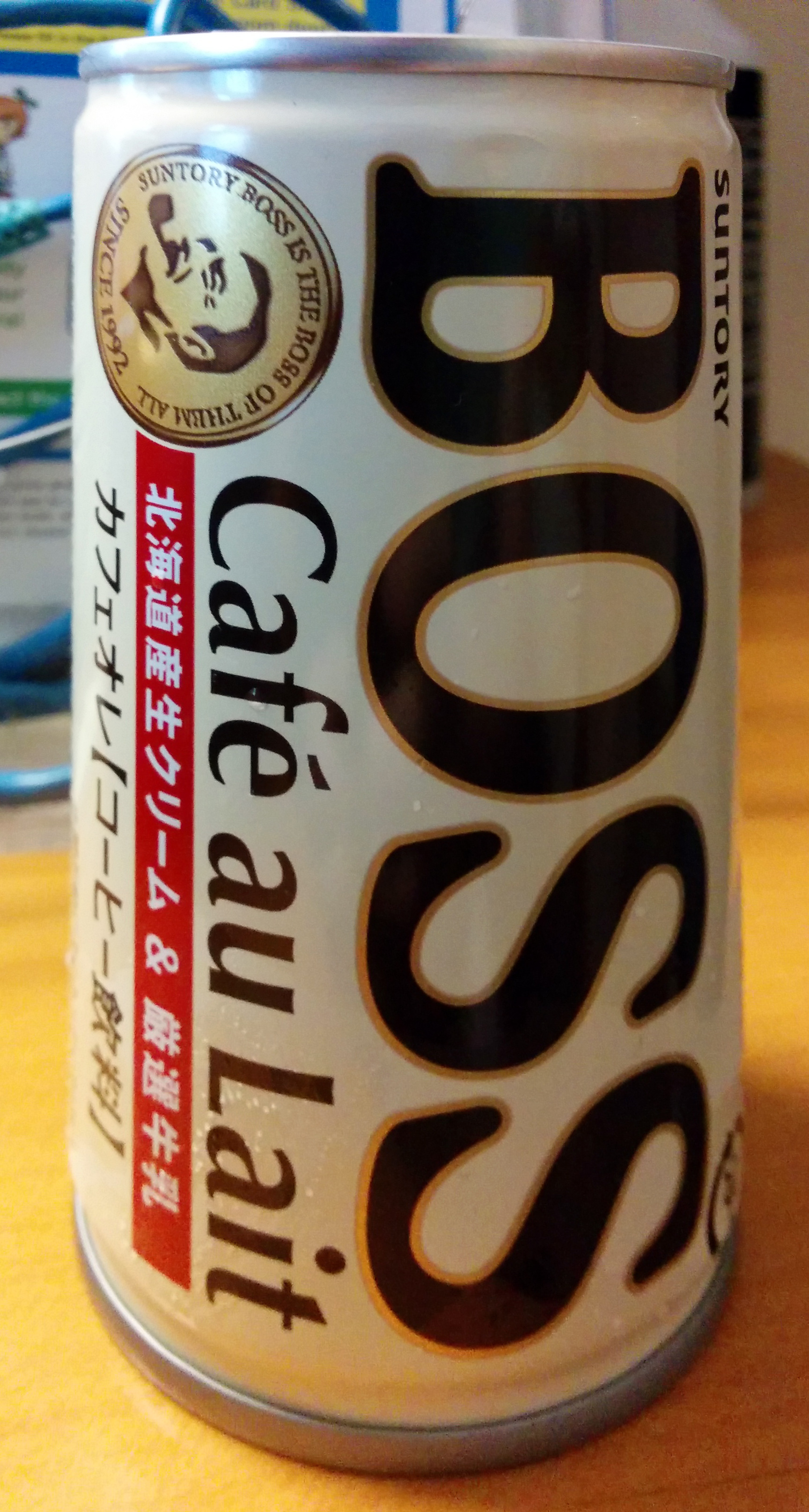
산토리 보스 카페오레

보스 커피(Boss Coffee) 또는 보스(Boss)는 일본 산토리에서 판매하는 캔, 플라스틱 병 커피 및 커피 맛 음료의 브랜드 이름이다.

## 역사
보스는 1992년에 처음 출시되었으며 일본의 많은 캔커피 브랜드 중 하나이다. 2006년부터 미국 배우 토미 리 존스는 브랜드의 TV 광고 및 광고판 시리즈에 출연하여 일본에서 가장 인지도가 높은 얼굴 중 하나가 되었다.
산토리 보스 브랜드는 2019년 호주, 뉴질랜드, 미국에 2가지 제품으로 출시됐다. 호주 및 뉴질랜드 제품 라인에서는 로고에 파이프가 포함되지 않는다.